# Футкарадзе Ісмаїл Хасанович
Ісмаїл Хасанович Футкарадзе (1902, Батумська область, тепер Грузія — ?) — радянський діяч, в.о. голови ЦВК Аджарської АРСР, голова Ради народних комісарів (Ради міністрів) Аджарської АРСР. Депутат Верховної Ради СРСР 1—2-го скликань.

## Життєпис
Батько, Хасан Футкарадзе, довгі роки наймитував у беків та агаларів в Аджарії. З 1912 року Ісмаїл Футкарадзе працював пастухом, випасав стада в Карчхальських горах. З 1925 року навчався в початковій школі села Кедкеді, з 1926 року був учнем партійної школи. З 1928 року — слухач та голова профспілкового комітету Батумського субтропічного робітничого факультету.
Кандидат у члени ВКП(б) з 1930 року, член ВКП(б) з 1932 року.
У 1930—1933 роках — на партійній роботі в Батумі.
У 1933—1937 роках — студент Комуністичного університету трудящих Сходу імені Сталіна в Москві. Одночасно працював пропагандистом на будівництві метро другої черги в Москві.
У жовтні 1937 — липні 1938 року — виконувач обов'язків голови Центрального виконавчого комітету (ЦВК) Аджарської АРСР.
У липні 1938 — жовтні 1947 року — голова Ради народних комісарів (з 1946 року — Ради міністрів) Аджарської АРСР.

## Нагороди
- орден Леніна (24.02.1941)
- орден Вітчизняної війни І ст.
- орден Трудового Червоного Прапора
- медаль «За оборону Кавказу»
- медаль «За доблесну працю у Великій Вітчизняній війні 1941—1945 рр.»
- медалі